# Царицино (Новосибірська область)
Царицино (рос. Царицыно) — присілок у Чистоозерному районі Новосибірської області Російської Федерації.
Входить до складу муніципального утворення Новокулиндінська сільрада. Населення становить 24 особи (2010).

## Історія
Згідно із законом від 2 червня 2004 року органом місцевого самоврядування є Новокулиндінська сільрада.

## Населення
| 2002 | 2007 | 2010 |
| ---- | ---- | ---- |
| 44   | ↘18  | ↗24  |